# Ołeksandr Stachiw
Ołeksandr Wołodymyrowycz Stachiw, ukr. Олександр Володимирович Стахів (ur. 13 stycznia 1981 w Gorłowce, w obwodzie donieckim) – kazachski piłkarz pochodzenia ukraińskiego, grający na pozycji napastnika, trener piłkarski. Zmienił obywatelstwo na kazachskie.

## Kariera piłkarska

### Kariera klubowa
Wychowanek Szkół Piłkarskich w Gorłowce, Tarnopolu i Kijowie. 16 kwietnia 1999 rozpoczął karierę piłkarską w klubie Nywa Winnica. Latem 1999 został oddelegowany na zasadach wymiany do izraelskiego klubu, w którym grał przez sezon. Po powrocie w drugiej połowie 2000 roku rozegrał 4 mecze na zasadach wypożyczenia w farm-klubie FK Krasiłów. Latem 2001 został zaproszony do Tawrii Symferopol, skąd został wypożyczony do Dynama Symferopol. Podczas przerwy zimowej sezonu 2001/02 przeszedł do Polissia Żytomierz. Na początku 2003 wyjechał do Kazachstanu, gdzie bronił barw klubów Okżetpes Kokczetaw, FK Aktöbe, Jesil-Bogatyr Petropawł i FK Atyrau. W międzyczasie otrzymał obywatelstwo kazachskie. W 2009 występował w mołdawskim Iscra-Stali Rybnica, a w 2010 w uzbeckim klubie Mash'al Muborak. W 2011 powrócił do kazachskiego Okżetpesa Kokczetaw, a latem 2011 zmienił klub na Kajsar Kyzyłorda. Sezon 2013 rozpoczął w zespole Kyzyłżar Petropawł, a w połowie sezonu zasilił skład FK Atyrau, w którym zakończył karierę piłkarza.

## Kariera trenerska
W 2018 rozpoczął pracę szkoleniową. Najpierw pomagał trenować piłkarzy Nywy Tarnopol, a 16 października 2018 został mianowany na stanowisko głównego trenera tarnopolskiego klubu.

## Sukcesy i odznaczenia

### Sukcesy klubowe
- mistrz Kazachstanu: 2005